# شيرين حطاب
شيرين حطاب (13 يناير 1975 -)، ممثلة مصرية.

## مسيرتها
بدايتها في 1995 في مسلسل «خلك معي 3» بينما بدايتها الفعلية في عام 1997 في مسلسل «طاش ماطاش 5».

## أعمالها[3]

### في المسلسلات
- 2021: اختراق 2
- 2016: حارة الشيخ.
- 2013: أهل البلد.
- 2011: الخادمة.
- 2011: مباشر ولكن.
- 2010: وش وشة.
- 2010: بيني وبينك 4
- 2010: أسوار 3
- 2009: جاري يا حموده.
- 2009: طاش ما طاش 16.
- 2008: عائليات.
- 2008: عمشة في ديرة النسوان.
- 2007: عمشة بنت عماش.
- 2006: طاش ما طاش 14.
- 2006: طاش ما طاش الأصلي.
- 2005: طاش ما طاش 13.
- 2004: عندما تغيب الحقيقة.
- 2004: أبو العصافير.
- 2004: طاش ما طاش 12.
- 2003: ولا في الأحلام.
- 2003: خطوات على الجبال.
- 2003: طاش ما طاش 11.
- 2002: طاش ما طاش 10.
- 2001: خلك معي 6
- 2001: طاش ما طاش 9.
- 2001: حكايات على جدران الزمن:
- 2000: طاش ما طاش 8.
- 2000: خلف خلاف.
- 1999: طاش ما طاش 7.
- 1998: صراع في الوقت الضائع.
- 1998: إلى من يهمه الأمر.
- 1997: الحاسة السادسة.
- 1997: البيت الكبير
- 1997: طاش ما طاش 5.

### في المسرحيات
- 2012:سوالف حريم.
- 2008:ليلة فرح.

## وصلات خارجية
- شيرين حطاب على موقع قاعدة بيانات الأفلام العربية

"شيرين خطاب تعبر دورها في (ولا في الاحلام) من أهم أدوارها". جريدة الرياض. مؤرشف من الأصل في 2012-05-17. اطلع عليه بتاريخ 1 يناير 2013. {{استشهاد ويب}}: تحقق من التاريخ في: |تاريخ الوصول= (مساعدة)